# Altán Aloise Kleina
Altán Aloise Kleina se nachází v parku před Parkhotelem Richmond na levém břehu řeky Teplé na jižním okraji města Karlovy Vary. Postaven byl v roce 1997.

## Alois Klein
Altán byl pojmenován po hoteliérovi Aloisi Kleinovi (narozen 1871), který v letech 1925 až 1933 v Karlových Varech vybudoval sanatorium Richmond. Též byl majitelem hotelu Atlantic Palace, který se nachází v centru lázeňské části města.

## Historie altánu
Již v 18. století byly na pozemku dnešního parku před hotelem Richmond známy vývěry vřídelní vody. V roce 1884 zde byla vyhloubena jímka, která zachytila pramen. Ten byl nazván na počest rakouské arcivévodkyně Štěpánky a díky svému složení se tehdy stal významnou součástí pitné kúry lázeňských hostů. Na počátku 20. století však vývěr zanikl. Teprve v roce 1993 byl po několika neúspěšných pokusech realizován nový vrt a vývěr pramene Štěpánka tak byl znovu objeven.
V roce 1997 byl nad znovu obnoveným vývěrem pramene Štěpánka postaven altán.
Dne 27. října 1998 schválilo zastupitelstvo města převod altánu do majetku města Karlovy Vary.

## Popis altánu
Jedná se o dřevěný osmiboký altán švýcarského stylu. Byl postaven podle návrhu architekta Františka Vondráčka, tesařské práce provedla karlovarská stavební firma Stasko.